# 奧貝斯山
47°48′53″N 15°39′55″E / 47.81472°N 15.66528°E

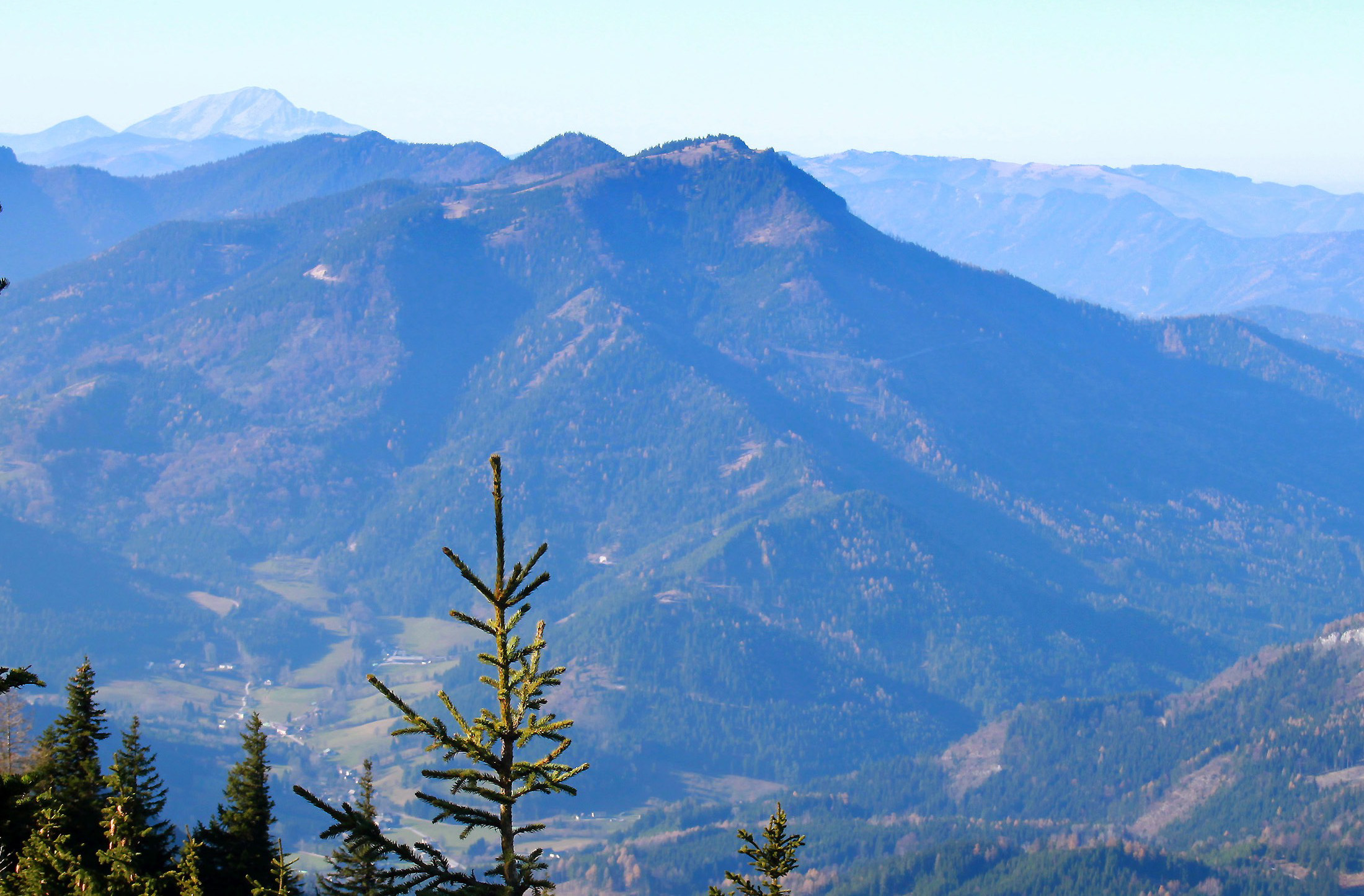

奧貝斯山（德語：Obersberg），是奧地利的山峰，位於該國東北部，由下奧地利州負責管轄，屬於米爾茨施泰格阿爾卑斯山脈的一部分，海拔高度1,467米，每年平均降雨量1,409毫米。